# 楊百翰大學夏威夷分校
楊百翰大學夏威夷分校（Brigham Young University Hawaii，縮寫：BYUH）座落於夏威夷群島中歐胡島西岸離檀香山市三十五里外萊耶鎮（Lāʻie）。楊百翰大學夏威夷分校是一所私立大學，提供給二千五百名來自亞洲，太平洋群島，美國及世界其他超過七十個地方的學生修讀大學學士學位的教育學府，是一所純大學。其本校設立於美國楊百翰大學（猶他州）。楊百翰大學夏威夷分校為耶穌基督後期聖徒教會所設立。楊百翰大學夏威夷分校中一個出名的機構是玻里尼西亞文化中心（Polynesian Cultural Center），它是全夏威夷州中最大的玻里尼西亞島國歷史文化博物館。
夏威夷楊百翰大學離檀香山市約1小時半車程，是耶穌基督後期聖徒教會在太平洋地區一所兼具宗教、教育及文化的學府。校園與聞名世界的玻里尼西亞文化中心為鄰，夏威夷聖殿也近在咫尺。目前有2500多位學生，分別來自75個國家，師生比例為1：15。97%的學生為耶穌基督後期聖徒教會的成員。

## 歷史
1951年，耶穌基督後期聖徒教會第九任總會會長麥基奧大衛(David O. McKay)開始規劃在夏威夷建立教會學校，於1954年實施動土典禮。為因應當時耶穌基督後期聖徒教會成員人數在夏威夷的蓬勃發展，於1955開始教授課程，學院名稱為夏威夷教會學院(Church College of Hawaii)。夏威夷教會學院最先的建築物於1958年12月17日被奉獻。該學院最先為兩年制學院，後於1959年改為四年制學院。1961年，此學院獲得西部學校和學院協會認證。於1974年，夏威夷教會學院被耶穌基督後期聖徒教會教育系統升格為大學，並改名為楊百翰大學夏威夷分校。
2015年5月12日，當時的楊百翰大學夏威夷分校董事會-執行委員會主席羅素·納爾遜(Russell M. Nelson)宣布約翰·S·泰納(John S. Tanner)成為新任校長，任期從2015年7月27日開始。約翰·S·泰納成為此大學的第10任校長。
2020年5月，楊百翰大學夏威夷分校董事會已任命 John “Keoni” Kauwe 成為該大學的第十一任校長。 Kauwe 校長將接替自 2015 年以來一直擔任校園校長的 John S. Tanner。

## 入學門檻
對於台灣高中職畢業生，高中職在校平均成績需75至80分以上。此外，學校要求學生提出英文能力證明，托福成績之最低分數要求為IBT 66分 閱讀和寫作最低分數為 17 分，聽力和口語最低分數為 16 分。雅思考試要求最低分數為 6.0，其中最低分值為 5.5 或更高。另外，學生可以考取另一個英文證明測驗叫做ELAT (English Language Admission Test)
英語語言入學考試 (ELAT)
楊百翰大學夏威夷分校要求每個英語語言技能領域達到最低分數才能通過 ELAT。
閱讀 - 得分為 10 分或以上
寫作 - 得分為 3.5 分或以上
聽力 - 得分為 13 分或以上
口語 - 得分為 6.5 分或以上
ELAT 是專為楊百翰大學夏威夷分校申請者提供的免費在線英語測試。要註冊 ELAT，請填寫註冊表 （页面存档备份，存于）。
另一項教會學校考慮的要素則是申請者出席福音進修班及福音研究所的情形。從福音進修班畢業並不是入學的唯一條件，但修完的課程愈多，對獲得入學許可有幫助。教會學校亦鼓勵在其他大專院校就讀的學生在申請來教會學校唸書之前，要盡可能地積極參與當地的福音研究所。
另外，楊百翰大學夏威夷分校的錄取率為37%，是三間楊百翰大學當中最低的，大部分名額留給目標地區的學生。

## 教育
楊百翰大學夏威夷分校注重學生的各領域的均衡學習，學校內所有主修以及副修分為三類，分別是藝術與人文(Arts & Humanities)、數學與科學(Math & Sciences)、專業研究(Professional Studies)。學生需要分別從這三個不同的領域，選擇一個主修以及兩個副修。除了主修與副修的課程之外，宗教課程也是必修課程之一。
| 藝術與人文(Arts & Humanities)主修: 藝術(Art) 藝術-圖型設計(Graphic Design) 藝術-繪畫(Painting) 藝術教育(Art Education) 溝通與媒體(Communication and Media Study) 文化人類學(Cultural Anthropology) 夏威夷研究學(Hawaiian Studies) 跨文化和平建設(Intercultural Peacebuilding) 太平洋群島研究學(Pacific Islands Studies) 社會科學教育(Social Science Education) 歷史(History) 歷史教育(History Education) 英語(English) 英語教育(English Education) 綜合人文(Integrated Humanities) TESOL(Teaching English to speakers of other languages) TESOL Education(TESOL教育) 音樂(Music) | 數學與科學(Math & Sciences)主修: 資訊科技(Information Technology) 電腦科學(Computer Science) 運動與運動科學(Exercise & Sport Science) 運動與運動科學-生物醫學科學(Exercise & Sport Science - Biomedical Science) 運動與運動科學-運動與健康管理(Exercise & Sport Science -Sports & Wellness Management) 運動與運動科學-健康與人類表現((Exercise & Sport Science - Health & Human Performance) 運動科學教育(Exercise Science Education) 生物化學(Biochemistry) 生物學(Biology) 生物-生物醫學科學(Biology - Biomedical Sciences) 生物-海洋生物學(Biology - Marine) 生物-分子生物學(Biology - Molecular Biology) 化學教育(Chemistry Education) 數學(Mathematics) 數學教育(Mathematics Education) 物理科學教育(Physical Science Education) 物理學教育(Physics Education) 政治科學(Political Science) 心理學(Psychology) |

| 專業研究(Professional Studies)主修: 會計學(Accounting) 商業教育(Business Education) 商業管理-金融(Business Management-Finance) 商業管理-人力資源與組織(Business Management-Human Resources and Organization) 商業管理-市場行銷(Business Management-Marketing) 商業管理-操作(Business Management-Operation) 小學教育(Elementary Education) 飯店與旅遊管理(Hospitality & Tourism Management) 社會工作(Social Work) 創業商業系統(Enterprise Business Systems) 資訊系統(Information Systems) |

## 獎學金
楊百翰大學夏威夷分校提供學生兩種主要的獎學金來源，第一種為I-Work，只適用於來自環太平洋地區的學生(例如:波里尼西亞群島、亞洲、澳洲、紐西蘭等等)。第二種為院長名單獎學金(Dean's list Scholarship)，若是平均GPA達到3.75以上，則學校會提供＄500美元的學費免除。

### I-Work計畫
I-Work(International Work Opportunity Return-ability Kuleana)獎學金為學校為環太平洋地區(例如:波里尼西亞群島、東亞洲、紐西蘭等等)學生提供的特別獎學金。此計畫只提供給耶穌基督後期聖徒教會的成員。由於I-Work計畫的名額有限，即使符合資格，也不一定能夠成為I-Work獎學金的得主。I-Work學生的全額學費、住宿費，以及學生餐廳費用，均由學校I-Work獎學金支付，因此，上述費用I-Work學生不需要繳付,但須支付一筆特定的費用由學校提供的叫做家庭奉獻金 Family Contribution 簡稱（ＦＣ）每一位學生支付的ＦＣ都不相同。I-Work計畫鼓勵學生在畢業後，回到自己的國家建立錫安。I-work計畫連結 （页面存档备份，存于）

## 榮譽準則
榮譽準則(Honor Code)為學校所制定之道德標準，在楊百翰大學夏威夷分校的所有學生與職員，不論是否為耶穌基督後期聖徒教會的成員，都需要遵守榮譽準則。
榮譽準則條文:
"我們信要誠實、真誠、貞潔、仁慈、有品德，並為所有的人做有益的事.... 任何有品德、美好、受好評或值得讚揚的事，我們皆追求之。"(信條第13條)
- 待人誠實
- 過貞節且有美德的生活
- 遵守法律與校園政策
- 使用乾淨的語言
- 尊重他人
- 不使用任何酒類飲料、菸、茶、咖啡,以及任何形式的物質濫用
- 經常參加教會聚會
- 遵守服裝儀容規定
- 邀請他人履行他們對榮譽準則的承諾

## 住宿
校園共有十棟宿舍，提供給單身學生，全部都有電腦室與學校的網路連結，並有獨立浴室及公有洗衣烘乾設備，部分宿舍內部配有公共廚房。學校總共提供已婚學生234間公寓，其中42間是小套房，160間是一房一廳式，32間是兩房一廳式。所有這些住宿地點離校園、 PCC、夏威夷聖殿、超市商店、電影院、餐廳、銀行、郵局等皆很近，都在步行範圍之內。新生及IWORK工讀計畫的學生全部都必須住在學校的宿舍裡，其他符合資格而想住校外的學生則可向與學校簽有校外租屋合約的房東租賃房子。

## 評價
根據美國新聞及世界報告 ，BYU-Hawaii 連續八年名列西美前十名小型文科大學。 此外， BYUH 擁有最多的國際學生，目前有47%的國際學生。 因此，本校為全美最有競爭力的大學之一。

## 學校餐廳
學校的餐廳為因應來自世界各地的學生，而提供各種不同文化的食物。學校餐廳為吃到飽的自助餐，其中有包含沙拉、汽水、肉類、白飯，以及簡單的甜點。每天幾乎都提供披薩。
若要享用符合亞洲風格之餐點，可以花15塊美金左右到隔壁的Seasider Stir fry 購買現炒熱食。

## 著名校友
- 張宗憲
- 吳岱豪
- 靳羽西
- 魏敏芝
- 田卧勇太
- Chi Hong (Sam) Wong
- Asi Taulava
- 埃尼·法雷奧馬旺加（英语：Eni Faleomavaega）
- Lindah Lepou

## 外部連結
- 楊百翰大學夏威夷分校 （页面存档备份，存于）
- 楊百翰大學(猶他州) （页面存档备份，存于）
- 楊百翰大學(愛達荷州)（页面存档备份，存于）
- 玻里尼西亞文化中心 （页面存档备份，存于）